# Seroloniscus incertus
Seroloniscus incertus är en kräftdjursart som beskrevs av Giard och Bonnier 1895. Seroloniscus incertus ingår i släktet Seroloniscus och familjen Cabiropidae. Inga underarter finns listade i Catalogue of Life.